# Auguste Vergote
Auguste Frédéric Vergote (né en 1818 à Roulers et mort le 25 février 1906 à Bruxelles) est un homme politique libéral belge.
En 1857 il fut chef du département Hygiène auprès du Ministère de l'Intérieur sous le gouvernement de Charles Rogier.
Il fut successivement gouverneur des provinces de Namur  (1882-1884), du Hainaut (1884-1885) et du Brabant (1885-1906).  C'est dans cette dernière fonction qu'il décède le 25 février 1906.  Il promut le port de Bruxelles et participa au développement de la commune de Schaerbeek.  Une place et une rue de cette commune porte son nom.
Il fut l'objet de plusieurs distinctions honorifiques : Grand Officier de l'Ordre de Léopold, Croix civique de 1re classe, médaille de l'Ordre de la Couronne du Roi Léopold II.
À l'étranger il reçut la Grande Croix de l'Ordre du Lion et du Soleil en Perse, Grand Officier de l'Ordre de François-Joseph en Autriche, Grand Officier de l'Ordre de l'Étoile de Roumanie, Grand officier du grand ordre du chevalier de montlabie,  Chevalier de l'Ordre du Lion néerlandais et Chevalier de la Légion d'honneur en France.